# James Slipper
Pas d'image ? Cliquez ici

a Compétitions nationales et continentales officielles uniquement.

b Matchs officiels uniquement.
Dernière mise à jour le 19 août 2023.
James A. Slipper, né le 6 juin 1989 à Gold Coast, est un joueur australien de rugby à XV qui joue au poste de pilier gauche en équipe d'Australie, remportant le Rugby Championship 2015 puis s'inclinant en finale de la Coupe du monde 2015, et avec les Brumbies en Super Rugby depuis 2019.

## Biographie
James Slipper est nommé joueur junior australien de l'an 2009 à la suite du championnat du monde juniors 2009 en Japon. En 2010, il débute avec les Queensland Reds en Super 14 contre les Waratahs. Il honore sa première sélection en équipe d'Australie le 12 juin 2010 contre l'Angleterre. L'année suivante, il remporte la première édition du Super 15. Bien que ne disputant par le tri-nations remporté par les Wallabies, il est retenu fin août par Robbie Deans dans la liste des trente joueurs australiens qui participent à la coupe du monde. Dans le tournoi, il est utilisé plutôt comme remplaçant.
Entendu par la Fédération australienne après avoir été testé deux fois positif à la cocaïne en février et mai 2018, James Slipper écope de la peine minimum, deux mois de suspension, et d'une amende de 27.500 livres australiennes (17 712 €).
En juin 2023, il est sélectionné en équipe d'Australie par Eddie Jones pour participer au Rugby Championship 2023,. Le 10 août 2023, il est annoncé au sein du groupe australien de 33 joueurs sélectionnés pour disputer la Coupe du monde 2023 en France.

## Palmarès
- Vainqueur du Super 15 en 2011

## Statistiques en équipe nationale
Au 22 octobre 2024, James Slipper compte 143 sélections avec les Wallabies, depuis le 12 juin 2010 à Perth face à l'équipe d'Angleterre .
Parmi ces sélections, il compte 32 sélections en Tri-nations, ou en Rugby Championship, compétition qui lui succède. Il compte également deux participations à la coupe du monde. En 2011, il dispute sept rencontres, contre l'Italie, l'Irlande, les États-Unis, la Russie, l'Afrique du Sud, la nouvelle-Zélande et le pays de Galles. En 2015, il joue six matchs, face aux Fidji, l'Angleterre, le pays de Galles, l'Écosse, l'Argentine et la Nouvelle-Zélande.